# 2019冠状病毒病加拿大疫情
2019冠狀病毒病疫情於2020年1月27日首次確認蔓延至加拿大，首名確診病人從武漢經廣州抵達多倫多。截至2020年12月26日，加拿大通报了528,354例冠状病毒病例，當中有438,452例已康复，14,597例死亡。大部分確診病例來自魁北克省、安大略省和卑詩省。全國13個省和地區均公布確診病例，其中努拿烏特曾是唯一沒有確診個案的地區，直到2020年11月6日才正式公布確診個案，而另外13宗病例則牽涉從至尊公主號返加的乘客。
截至3月，所有病例都有近期去往有大量冠状病毒病例的国家的旅行史或接触史。卑詩省於3月5日確診加拿大首宗社區傳播個案，而多倫多市首席衛生官則於同月16日表示當地有社區傳播的跡象。
全國所有省和地區於3月中進入緊急狀態。大部分省和地區關閉學校、日托中心和文娛康樂設施，並禁止大型集會。聯邦政府於3月16日實施入境限制，除加國公民和永久居民、美國公民和個別例外人士外，其他國籍旅客禁止入境；入境限制從同月18日起包括美國公民。聯邦衛生部長則於同月26日依照《檢疫法令》頒令，強制要求所有入境旅客自我隔離14日，必要行業員工則例外。

## 时间线

### 1月
加拿大边境服务局（CBSA）在多伦多、温哥华和蒙特利尔机场放置标牌病毒提高认识，增添了健康检查问题从中国中部入境旅客的电子信息亭。并且，从武汉没有直航到加拿大。
1月23日，加拿大卫生部长帕蒂·哈杜表示，正在对五、六个人进行医学观察。
1月25日，加拿大首例确诊病例被多伦多新寧医院收治，并放入负压隔离室。该患者是一名五十多岁的男性，1月22日从武汉转机广州返回多伦多。其回家后感觉不适，便拨打911，随后被送往医院隔离。卫生部门正调查该男子自返回加拿大以来与他人的接触程度，但相信这将仅限于其家庭成员。这些和病人同住的人，已被自我隔离，以免出现可能的传染。1月27日，在温尼伯的国家微生物学实验室进行的最终测试验证了这一推定性确认。他的病情随后好转，于1月31日出院。
1月27日，再度宣布安大略省多倫多出現第二宗病例，患者為首宗病例的妻子。
1月28日，宣布了不列颠哥伦比亚省的第1起确诊病例，同时为加拿大第3起确诊病例。患者为一名四十多岁的男性，是温哥华地区的居民，他定期前往中国工作。官员报告说，他最近一次航行是从武汉返回的，在症状发作后的1月26日，他寻求医疗救治，此后一直在家隔离。进行了病毒测试，结果呈现阳性。
1月29日，加拿大政府发布了旅行警告，避免不必要地前往中国。加拿大政府还发布了区域旅行警告，避免前往湖北省的所有旅行，包括武汉，黄冈等城市。当天，加拿大外交部长商鵬飛宣布将派出飞机从中国受病毒感染的地区撤侨。根据加拿大政府发布的旅行建议，加拿大航空暂停了所有直飞中国的航班，至少直到2月29日（现已延长至4月10日）。
1月31日，伦敦市通报了安大略省的第三例，加拿大的第四例确诊病例。该患者为一名20多岁的西安大略大学的女学生，于1月23日从武汉返回多伦多。该患者并无感染症状，起初检测也为阴性，但是进一步的高级检测证实了该患者的身体中病毒含量较低。官员表示，该患者在旅途中戴着口罩，返回后自愿进入自我隔离状态，两三天后完全康复。截至1月30日，安大略省共进行了67次检测，结果为38例阴性。

### 2月
2月4日，卑詩省通報1例确诊病例，BC省累计确诊2例，全国累计病例增至5例。患者是卑詩省大温地区50余岁女性，家中接待了来自武汉的亲戚。
2月6日，卑詩省通報2例确诊病例，BC省累计确诊4例，全国累计病例增至7例。患者30余岁，一男一女，为卑詩省上一起确诊病例的亲戚，在武汉封城前前来探亲。
2月14日，卑詩省通报了第5例确诊病例，加拿大的第8例确诊病例，患者为30余岁的女性，从上海回到温哥华后报告病情。
2月20日，卑詩省通报了该省的第6例确诊病例，加拿大的第9例确诊病例，患者为60余岁从伊朗返回的女性。该患者2月14日搭乘加拿大蒙特利尔飞往温哥华的航班。卫生官员联系了机组人员和座位靠近该名病患的乘客。
2月24日，安大略省通报了该省的第4例确诊病例，加拿大的第10例确诊病例，患者为20余岁的女性，该患者从武汉旅行返回后出现症状。该妇女在当地进行了检测，结果呈阳性，并将样品送至温尼伯的国家微生物实验室。安大略省卫生官员表示，安大略省最初的所有三例病例均已出院，这意味着患者相隔24小时的连续两次病毒测试中呈现阴性。
同一天，在BC省通报了该省的第7起确诊病例，加拿大的第11例确诊病例，患者为40余岁的男子，该患者与BC省上一例确诊病例密切接触。该省的前五例已经康复。
2月25日，加拿大航空将加拿大与北京和上海之间的航班暂停时间延长至4月10日。从多伦多到香港的航班暂停时间也延长至4月30日。
2月26日，安大略省通报了该省的第5例确诊病例，加拿大的第12例确诊病例，该患者此前曾从伊朗旅行，该名女子于同日出院，并按照规程被隔离，并留在她的住所。
2月27日，蒙特利尔通报了该省的第1例确诊病例，加拿大的第13例确诊病例，该患者从伊朗乘飞机飞往卡塔尔，然后于周一抵达蒙特利尔机场。卫生官员表示，该患者没有乘坐公共交通工具去诊所，自从伊朗返回加拿大以来没有回去工作，她已经在家里自我隔离一段时间了。
同一天，安大略省通报了该省的第6例确诊病例，加拿大的第14例确诊病例。该患者为60余岁男性，该患者为安大略省第5例确诊病例的丈夫，该患者未与妻子一同前往伊朗，是加拿大境内第一例人传人案例。但卫生官员仍然表示，加拿大境内的病毒人传人风险很低。
2月28日，安大略省通报了该省的第7例确诊病例，加拿大的第15例确诊病例。该患者为50余岁男性，该患者此前曾从伊朗旅行，该男子当天出院，被要求在家隔离。
同日晚些时候，安大略省通报了该省的第8例确诊病例，加拿大的第16例确诊病例。该患者为80余岁男性，该患者此前曾从埃及旅行，于2月20日返回多伦多。该男子当天出院，被要求在家隔离。
2月29日，BC省通报了该省的第8例确诊病例，加拿大的第17例确诊病例。该患者为60余岁女性，该患者此前从伊朗德黑兰前往该省。卫生官员表示该患者病情较轻，自行在家中处于隔离。
同一天，安大略省通报新增3个确诊病例，该省累计确诊11例，加拿大累计确诊20例。第1位患者为34岁女性，2月26日搭乘卡塔尔航空QR483、QR163以及加拿大航空AC883从伊朗德黑兰途径多哈和哥本哈根抵达多伦多。该患者当日出院，在家中自行隔离。第二位病患为51岁女性，她于2月22日从伊朗返回多伦多。第三位患者为第二位患者69岁的丈夫，他并未前往伊朗，疑似被其妻子传染。

### 3月
3月1日，安大略省新确诊了四例病例，新增病例均有伊朗旅行史或接触史。该省累计确诊15例，加拿大累计确诊24例。新增病例中第一位为50余岁男性，是此前多伦多一位前往过伊朗的患者的兄弟。第二位为60余岁男性，曾前往伊朗。第三位为此前一位女性病患的丈夫，他曾与妻子女儿一同前往伊朗。第四位为纽马克特的70余岁女性，曾于该省第8位患者一同前往埃及。
3月2日，安大略省通报新增3个确诊病例，该省累计确诊18例，加拿大累计确诊27例。3个确诊病例包括2月20日从埃及返回加拿大的60余岁和70余岁的两名女性，以及2月23日从伊朗返回加拿大的一名60余岁的男子。
3月2日，安大略省通报新增2个确诊病例，该省累计确诊20例。新增病例中第一位为居住在多伦多北部约克地区的70余岁女性，她于2月20日从埃及返回加拿大，并在10天后到列治文山的一家医院就诊。第二位为50余岁男性，他于2月25日从伊朗返回加拿大，并于2月29日住院。这两名患者均已出院，目前正在家隔离。
同一天，BC省通报新增4个确诊病例，该省累计确诊12例，加拿大累计确诊33例。上午新闻发布会通报的新增病例为50余岁男性，前一周从伊朗返回，现隔离在菲莎医疗区。下午的新闻发布会通报的新增病例为从伊朗返回加拿大的60余岁男性和意吗年龄不详的成年女性，以及一位30岁的女性，其为该省第8例确诊病例的家庭成员。四位确诊患者均在家隔离。
3月12日，加拿大總理賈斯汀·杜魯多宣布其妻蘇菲自英國返回加拿大後出現疑似流感症狀，將自我隔離14天，其妻採檢後確診。
3月18日起（东部时间），加拿大启动限制入境政策，除加拿大公民、永久居民和其直系亲属，以及美国公民、外交官、航空公司机组人员可入境外，其余人士限制入境。此外，除来自美国、墨西哥和加勒比地区的航班和货机外，来自其他国家和地区的航班仅可在多伦多、温哥华、蒙特利尔和卡尔加里4个国际机场降落。加拿大总理贾斯汀·特鲁多亦建议在海外的加拿大人尽快回国，但回国后必须自我隔离14天，并呼吁民众尽量待在家中。
3月18日，美国总统唐纳德·特朗普宣布，将关闭美国和加拿大边境，切断非必要的人员流动，除非是“必要旅行”。3月20日深夜起，加美边界正式关闭。

## 政府反應

### 聯邦政府

#### 公共衛生
聯邦政府的疫情反應是基於兩項主要文件：加拿大大流行性感冒防範計劃指引（概述應對病毒性疾病的風險和措施）、以及聯邦/省/地區之生物事件公共衛生反應計劃。截止2020年2月27日，反應計劃級別為第三級，而聯邦政府已於1月15日啟動緊急運作中心。
加拿大首席公共衛生官和加拿大公共衛生局主管譚詠詩於3月19日表示，加國需待2-3星期才知道全國保持社交距離有否減慢冠狀病毒病傳播。譚詠詩亦亮相聯邦政府電視宣傳廣告，敦促國民保持個人衛生和社交距離以限制疫情傳播。廣告從2020年3月23日起播出，並將持續播放至最少同年4月。
總理杜魯多於3月11日公布撥款2億7500萬元支持多項研究項目，以便其開發和實行檢測、控制和減低冠狀病毒病傳播的措施，而聯邦政府則於同月19日宣布增加撥款，額外49個研究項目受惠，總數增加至96個。杜魯多亦於同月20日表示國家研究委員會將與中小型企業合作研究抗疫。
2022年6月17日，由於加拿大核酸檢測大幅下降，加拿大政府宣布決定停止使用基于Google和苹果联合开发的COVID-19暴露警报API的应用程序，並建议用户从他们的设备上删除COVID警报（COVID Alert）应用程序。

#### 旅遊和入境限制
聯邦政府於3月14日建議國民避免外遊，並勸諭從外國入境的人士（除機組人員等必要行業員工外）自我隔離14日。從3月16日起，只有加拿大公民及其親屬、加拿大永久居民和美國公民獲准入境，例外則包括機組人員、外交人士和從事經貿往來的人員。具有冠狀病毒病病徵的旅客不論國籍皆被拒登上前往加拿大的航班。從美國、墨西哥或加勒比海地區以外前往加拿大的航班則只可在卡加利國際機場、蒙特婁杜魯多國際機場、多倫多皮爾遜國際機場和溫哥華國際機場降落。
杜魯多於3月18日宣布加拿大和美國同意在維繫兩國之間供應鏈的局面下，暫時限制所有跨越兩國邊界的非必要旅行，3月20日午夜起生效。衛生部長哈杜則於3月25日宣布引用《檢疫法案》，強制規定從外國入境的人士（除必要行業員工外）自我隔離14日、禁止具有病徵的入境人士乘搭公共交通工具前往自我隔離地點、及禁止入境人士在可能與體弱人士（如長者或長期病患者）接觸的地點自我隔離，26日午夜起生效。
2020年12月30日，加拿大政府宣布，所有機場入境者必須於出發前接受病毒檢測，並持陰性證明，措施自2021年1月上旬實行。

#### 利率變動和舒困措施
為了應對疫情和石油價格暴跌為經濟帶來的負面影響，加拿大銀行數次下調隔夜拆息50基點，3月4日減息至1.25%，3月13日減息至0.75%，3月27日再減息至0.25%。
聯邦政府於3月18日宣布一系列總值820億元的緊急經濟措施，當中包括向僱主提供薪津補貼、以及向因疫情而失業的員工發放新成立的加拿大應急福利金（Canada Emergency Response Benefit）。3月24日，國會下議院各黨派遣小量議員，就上述緊急開支方案表決。執政自由黨在議案中提出給予聯邦財政部長權力，在無需獲取國會支持下提高徵税和採取緊急支出措施，至2021年12月31日為止。反對黨批評此舉為攬權和有欠民主，因此拖延通過議案。經過徹夜協商後，各黨同意將財長推出緊急支出措施的權力限期提早至2020年9月30日屆滿，並需由國會委員會監督。總督朱莉·帕耶特於3月25日御准上述方案。此外，聯邦政府亦宣布2019年度報税期限從2020年4月30日押後至2020年6月1日。

#### 公職人員上班安排
國庫局於3月16日呼喻聯邦政府公務員盡量在家工作，結束日期尚未公布。國會下議院衛生委員會和財政委員會於疫情期間每週進行遙距會議。

#### 工業策略
聯邦政府於3月20日宣布計劃將國內的生產線轉型製造呼吸機、面罩和其他個人保護器材，從而提升國內醫療器材的產量，並透過策略創新基金（Strategic Innovation Fund）向私人企業提供資金。聯邦創新、科學及工業部長貝恩斯（Navdeep Bains）表示「加國整體工業政策將轉移焦點，以抵抗COVID-19為先」。

### 省和地區政府
| 省和地區           | 省和地區           | 宣布緊急狀態 | 禁止集會                   | 邊界狀況         | 頒布居家令 | 公眾設施狀況 | 公眾設施狀況 | 公眾設施狀況                         | 公眾設施狀況       | 來源                    |
| 省和地區           | 省和地區           | 宣布緊急狀態 | 禁止集會                   | 邊界狀況         | 頒布居家令 | 學校         | 日托中心     | 餐廳用膳範圍                         | 酒吧               | 來源                    |
| ------------------ | ------------------ | ------------ | -------------------------- | ---------------- | ---------- | ------------ | ------------ | ------------------------------------ | ------------------ | ----------------------- |
| 亞伯達省           | 亞伯達省           | 3月17日      | 15人或以上                 | 開放             | 3月28日    | 封閉         | 封閉         | 封閉                                 | 封閉               | [ 80 ]                  |
| 卑詩省             | 卑詩省             | 3月18日      | 50人或以上                 | 開放             | 無         | 封閉         | 開放         | 封閉                                 | 封閉               | [ 81 ] [ 82 ] [ 83 ]    |
| 緬尼托巴省         | 緬尼托巴省         | 3月20日      | 10人或以上                 | 開放；設置資訊站 | 無         | 封閉         | 封閉         | 開放；減低客人上限                   | 開放；減低客人上限 | [ 84 ] [ 85 ]           |
| 紐賓士域省         | 紐賓士域省         | 3月19日      | 10人或以上                 | 限制             | 無         | 封閉         | 封閉         | 封閉                                 | 封閉               | [ 86 ]                  |
| 紐芬蘭及拉布拉多省 | 紐芬蘭及拉布拉多省 | 3月18日      | 50人或以上                 | 檢查             | 無         | 封閉         | 封閉         | 開放；強制保持社交距離和減低客人上限 | 封閉               | [ 87 ]                  |
| 西北地區           | 西北地區           | 3月18日      | 未有管制                   | 限制             | 3月21日    | 封閉         | 開放         | 開放                                 | 開放               | [ 88 ] [ 89 ]           |
| 諾華斯高沙省       | 諾華斯高沙省       | 3月22日      | 5人或以上                  | 檢查             | 3月23日    | 封閉         | 封閉         | 封閉                                 | 封閉               | [ 90 ] [ 91 ]           |
| 努拿烏特地區       | 努拿烏特地區       | 3月18日      | 所有公眾集會               | 限制             | 無         | 封閉         | 封閉         | 封閉                                 | 封閉               | [ 92 ]                  |
| 安大略省           | 安大略省           | 3月17日      | 5人或以上                  | 開放             | 3月24日    | 封閉         | 封閉         | 封閉                                 | 封閉               | [ 93 ] [ 94 ] [ 95 ]    |
| 愛德華王子島省     | 愛德華王子島省     | 3月16日      | 未有管制                   | 檢查             | 無         | 封閉         | 封閉         | 封閉                                 | 封閉               | [ 96 ]                  |
| 魁北克省           | 魁北克省           | 3月12日      | 所有戶外工作場所和零售場所 | 限制；地區性     | 3月21日    | 封閉         | 封閉         | 封閉                                 | 封閉               | [ 97 ] [ 98 ] [ 99 ]    |
| 薩克其萬省         | 薩克其萬省         | 3月18日      | 10人或以上                 | 開放             | 3月26日    | 封閉         | 開放         | 封閉                                 | 封閉               | [ 100 ] [ 101 ] [ 102 ] |
| 育空地區           | 育空地區           | 3月18日      | 50人或以上                 | 開放             | 3月26日    | 封閉         | 開放         | 開放                                 | 開放               | [ 103 ]                 |

1. ↑  這裏是指國內各省和地區之間的邊界。加拿大公民雖獲《加拿大權利和自由憲章》保障一系列流動權，但各省和地區政府在緊急狀態期間仍可行駛法定權力酌情限制或禁止任何人使用其轄下道路：
開放：沒有限制旅客從其他省或地區入境。
檢查：強制從其他省或地區入境的旅客接受衛生檢查及/或自我隔離。
限制：非該省或地區居民在缺乏有效原因下禁止入境。
地區性：省或地區內特定地域限制入境。
2. ↑  多數省份容許餐廳封閉用膳範圍但繼續外賣及送餐服務。
3. ↑  努拿烏特與加拿大其他地區沒有陸路連接，其入境管制因此在前往努拿烏特航班的起點機場由聯邦交通人員執行。從其他省和地區入境的努拿烏特居民、以及獲准入境的非努拿烏特居民，需在起點城市的指定酒店隔離14天才獲准登機。
4. ↑  全省18個地區中有9個只限當地居民和必要員工進入；另外3個地區則有特定範圍只限當地居民和必要員工進入。

#### 亞伯達省
亞伯達省政府於2020年3月12日宣布該省禁止所有超過250人的集會，並勸諭省民避免出國，從國外返回亞伯達省的省民則應自我隔離14天。省府於同月28日公布更嚴厲的抗疫措施，包括將集會人數上限下調至15人、關閉大部分商戶（少數必要服務則例外）、以及關閉省立公園的停車場。省長康尼亦宣布措施保障租戶。

#### 卑詩省

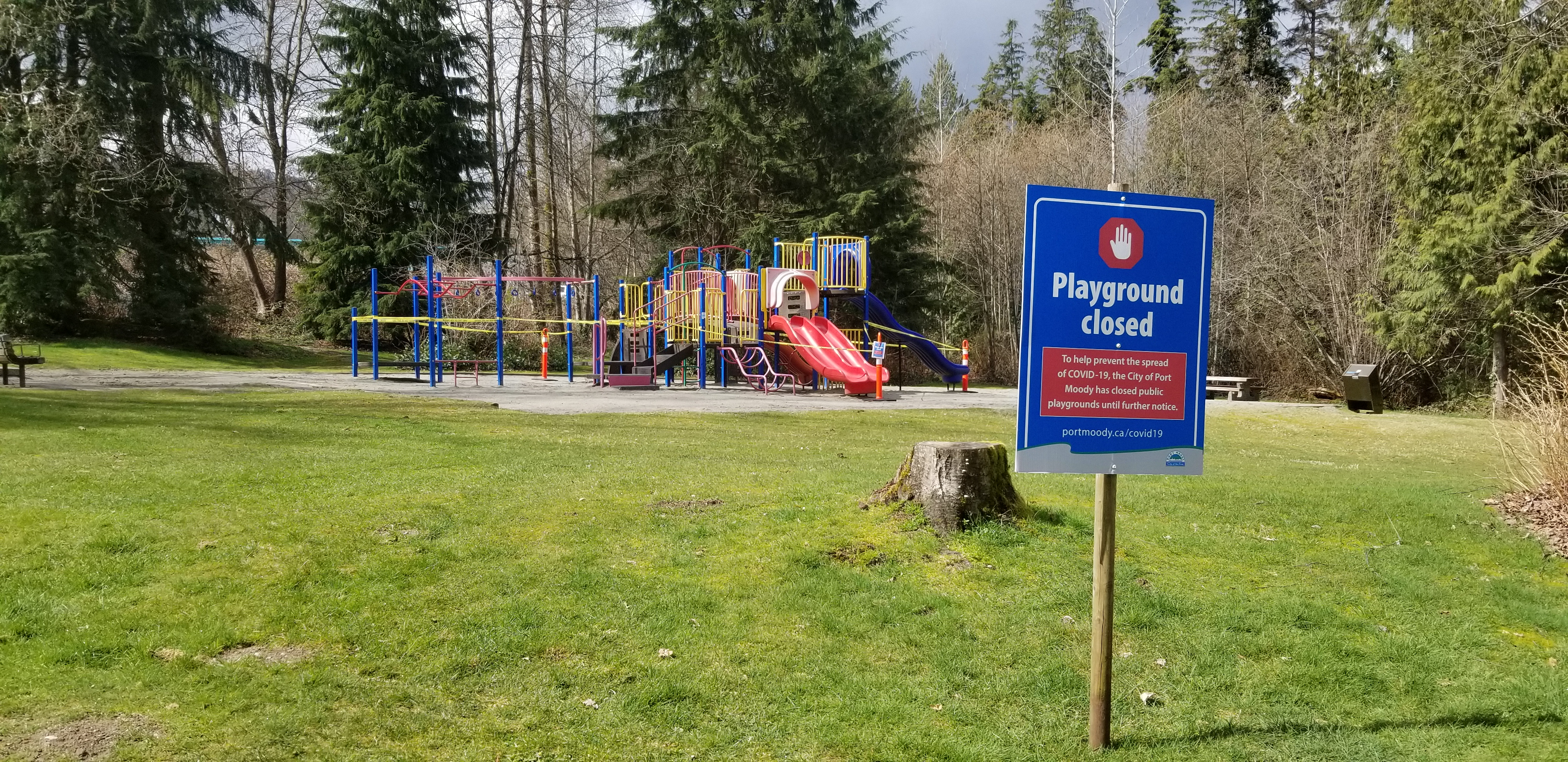
滿地寶市政府因冠狀病毒病疫情封閉市内的遊樂場

卑詩省首席衛生官亨利（Bonnie Henry）於3月12日建議省民如非必要避免離開該省，翌日則建議所有從國外返回卑詩省的省民自我隔離（醫護人員例外），但不強制執行。省府亦禁止50人或以上的集會。

#### 緬尼托巴省
緬尼托巴省省長帕利斯特（Brian Pallister）於2020年3月20日宣布該省進入緊急狀態，為期30日。緊急狀態令限制公眾集會人數不得多於50人、下令零售商戶和公共交通機構確保社交距離、餐飲場所和劇院不得接待多於50名客人或正常客滿量的一半（以較少者為準）、所有健身場所亦需關閉，違者可被罰款5萬元或監禁6個月。
3月27日起，省府在所有陸路進省途徑設立資訊站，短暫截停進省車輛並向車中旅客發放有關疫情和旅遊管制的單張。省府尚未限制其他省或地區的居民進省，或向其進行衛生檢查。
从11月12日零时开始，緬尼托巴省进入红色紧急状态，为期四个星期。全省禁止所有的集会。零售店、体育馆、健身房、影剧院、教堂等全部关闭。餐馆只提供外卖服务。

#### 紐賓士域省
紐賓士域省政府於3月13日宣布全省學校關閉至同月30日，日托中心則從3月16日起關閉。該省首席醫療衛生官於3月16日建議所有公眾地方和部分商戶應從翌日起關閉，並請求餐廳的用膳範圍只接待正常客滿量的一半客人，外賣、送餐和得來速服務則不受影響。省府並宣布所有非必要政府服務將停止運作直至另行通告。省長希格斯（Blaine Higgs）於3月19日宣布該省進入緊急狀態，並下令省内更多設施封閉。

#### 紐芬蘭及拉布拉多省
省衛生廳長哈基（John Haggie）於3月18日宣布全省進入公共衛生緊急狀態，下令所有從國外入境的旅客自我隔離14天。室内體育館、酒吧、戲院和健身場所必須封閉，而餐廳只可接待正常客滿量的一半客人。違反命令的個別人士可被罰款2500元和最多監禁6個月，企業則可被罰款5萬元，再犯者可面對更高罰款。省府於同月20日將自我隔離令擴至從其他省或地區入境的國內旅客。

#### 西北地區
西北地區政府於3月18日宣布進入公共衛生緊急狀態，有效至4月1日。政府於同月20日宣布禁止非西北地區居民入境（必要人員例外），21日起生效，獲准入境者需自我隔離14天。西北地區政府並宣布推出總值1320萬元的舒困方案，包括延遲政府收費、允許學生延遲償還貸款和增加社會援助撥款。

#### 諾華斯高沙省
省首席醫療衛生官於3月16日公布該省首批冠狀病毒病疑似個案。省府於3月17日禁止超過50人的集會和下令酒吧關門，餐廳則只可提供外賣服務。省府再於翌日下令健身房、理髮店和紋身店等商戶關門。
省府於3月22日宣布進入緊急狀態並實施一系列抗疫措施，包括禁止超過5人的集會、即時關閉所有省立公園、從23日對所有進省旅客進行衛生檢查、以及強制所有進省旅客自我隔離14天（運載物資進省的運輸業者例外），而違反省首席醫療衛生官命令的個人和企業可面臨罰款。

#### 努拿烏特地區
努拿烏特首席公共衛生官請求所有非必要人員避免從境外前往該地區，入境人士則應自我隔離14天。努拿烏特衛生部長於3月18日宣布進入公共衛生緊急狀態，並實施一系列抗疫措施，包括鼓勵民眾自我隔離、關閉酒吧、以及減少非必要醫療程序。

#### 安大略省

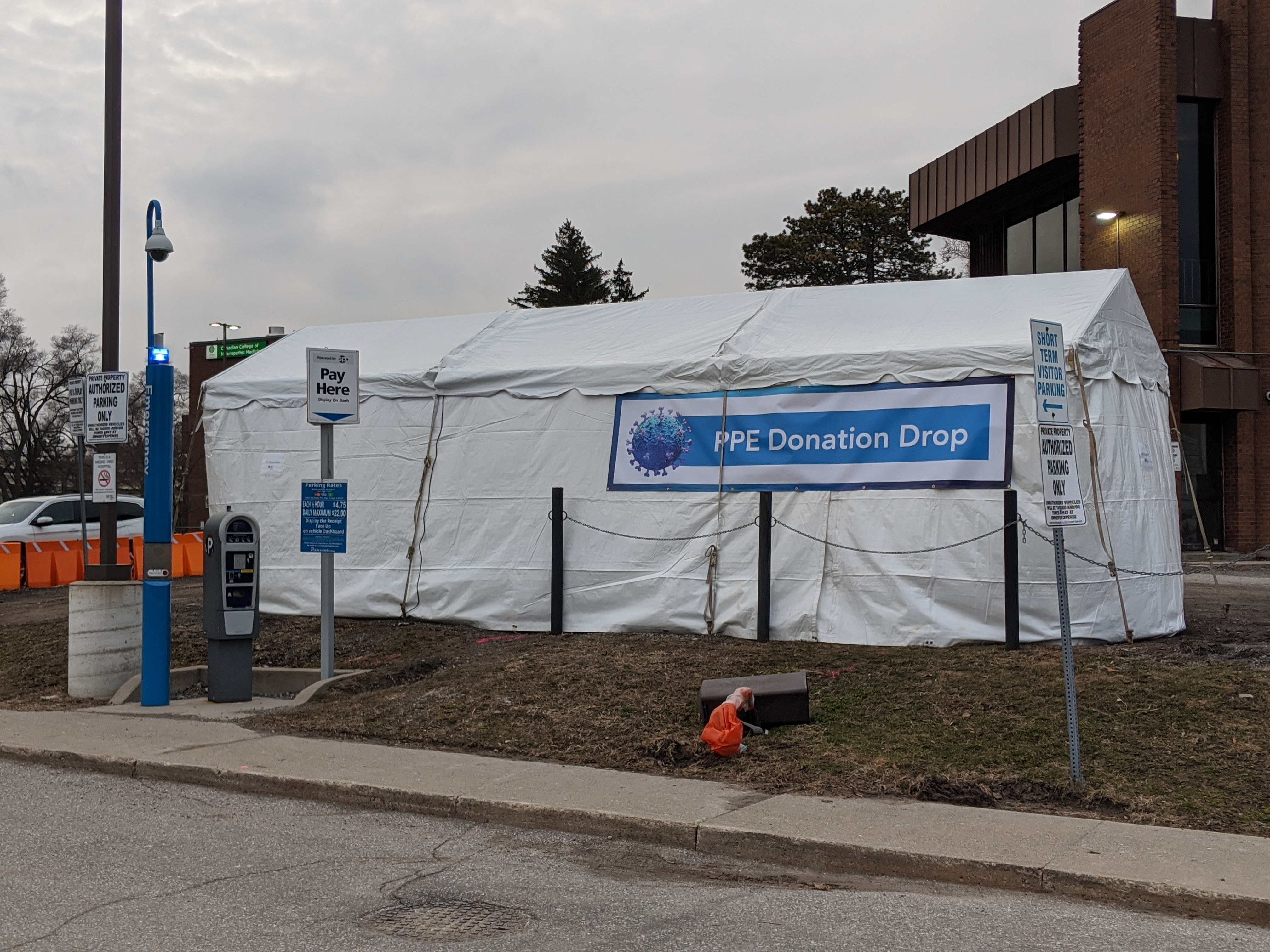
多倫多北約克全科醫院接受市民捐贈個人保護器材

安大略省政府於3月12日宣布省内所有公校在春假過後繼續關閉兩星期至4月5日。安大略省最高法院則於3月15日宣布暫停所有刑事程序至5月末。
安省政府於3月17日宣布進入緊急狀態，下令所有圖書館、私立學校、兒童護理中心、戲院、音樂場所、酒吧和沒有提供外賣和送餐服務的餐廳即時關閉，並禁止超過50人的公眾活動。省府再於3月23日宣布所有非必要商戶需從24日晚上11:59起休業14天，並公布列有74項必要行業的名單。省府再於4月3日修改該名單，允許營業的必要行業下調至44項，4月4日晚上11:59起生效。
安省省會和加拿大最大城市多倫多亦於於3月23日宣布進入緊急狀態。11月23日，多倫多再度封城。

#### 愛德華王子島省
省府於3月16日宣布進入公共衛生緊急狀態，允許省首席公共衛生官頒令禁止集會、調動資源、以及管理醫院和救護車服務。省府於3月19日下令關閉酒舖和大麻店，但考慮部分省民會受酒精戒斷症候群影響，省府宣布酒舖可從25日起恢復營業。省府亦從3月21日起在聯邦大橋、夏洛特敦機場和蘇里斯（Souris）汽車渡輪碼頭檢查進省旅客，並要求這些旅客自我隔離14天。

#### 魁北克省
省長勒戈於3月11日建議所有前往冠狀病毒病疫情嚴重國家（如中國和意大利）進行學校旅行的師生回省後自我隔離14天，並鼓勵尚未出發前往那些國家的學校旅行團取消行程。勒戈於3月12日宣布省内禁止超過250人的室内集會，並要求從國外入境的省政府員工（包括教師）自我隔離14天，又鼓勵出現感冒症狀或從國外入境的省民自我隔離。蒙特婁市長宣布從3月13日起封閉市内所有公共設施，包括體育館、圖書館、泳池、蒙特婁植物花園和蒙特婁天文館。
省府於3月14日宣布禁止長期護理設施和醫院接受訪客，又鼓勵70歲或以上長者避免外出，並宣布為必要服務員工提供免費托兒服務。蒙特婁市政府則從3月14日起派遣人員到杜魯多國際機場，呼籲入境旅客自我隔離14天。
勒戈於3月15日宣布更多抗疫措施，包括關閉酒吧、戲院、健身房、泳池和滑雪場等文娛康樂設施，並下令餐廳只接待正常客滿量的一半客人和確保社交距離。省府又宣布延長報税期限，並斥資25億元協助受疫情影響而出現周轉問題的企業。從3月19日起，接受隔離但沒有受惠於任何福利保障的省民可獲取每周573元的財政援助。蒙特婁市政府亦宣布一系列舒困措施，包括延長市府繳税期限和成立總值500萬元緊急基金協助市内中小企。
省府於3月21日宣布不論規模大小一律禁止所有公眾集會（獲豁免的工作場所和零售商戶例外），並延長衛生緊急狀態至最少3月29日。省府從4月1日起在連接加蒂諾和安大略省渥太華的橋樑上設置警察檢查站，限制前往魁省的非必要交通。

#### 薩克其萬省
薩克其萬省出現第二宗疑似個案後，省府於3月13日宣布禁止超過250人的室内集會，如與會者包括近期從國外回省的旅客則下調人數上限至50人。省府於3月18日宣布進入緊急狀態，集會人數上限下調至50人，後來則降至25人，除非與會者之間能保持兩米距離。餐廳、酒吧和夜店需改為外賣服務，除非酒吧和夜店能保持客人之間保持兩米距離，而健身場所、賭場和賓果場則下令關閉，零售店舖則豁免遵從集會人數上限。省府原豁免宗教團體遵從集會人數上限，但於3月16日取消。省府亦大幅減少公務員往其他省份或國家公幹的行程，如繼續起行的話回省後需自我隔離14天。
省府於3月17日宣布延遲發表財政預算案，其後則宣布所有從國外進省的旅客和與確診個案有緊密接觸的人士皆強制自我隔離14天，必要人員則例外。省長莫伊（Scott Moe）表示因確實執行有難度而無意封閉該省與亞伯達省和緬尼托巴省之間的邊界。省府則於3月26日下令所有非必要商戶關閉。

#### 育空地區
育空地區政府於3月18日宣布進入緊急狀態，學校關閉至復活節假期後，室内康樂設施關閉，而醫院除少數例外情況外謝絕訪客。地區政府再於3月22日宣布新一輪措施，禁止非必要旅客進出育空或前往育空内偏遠地區，而往後30日期間居民從外地返回育空後必須自我隔離14天。酒吧於當晚即時關閉，而餐廳只可接待正常客滿量的一半客人或改以外賣模式經營，3月26日起生效。理髮店、按摩治療師、紋身店和理甲店則於3月25日關閉。當局禁止超過10人的集會，並呼籲帶有病徵者避免出席社交聚會。